# Завод азотних добрив у Намруп
Завод азотних добрив у Намруп – підприємство, яке діє на північному сході Індії у штаті Ассам.
Ще наприкінці 19 століття у штаті Ассам виявили поклади нафти. Під час розробки родовищ отримували суттєві обсяги попутного газу, який тривалий час не використовувався. Нарешті, в 1960-х роках вирішили монетизувати цей ресурс, зокрема, шляхом виробництва азотних добрив. В 1969 році у Намрупі стала до ладу перша черга заводу, яка продукувала на основі асоційованого газу аміак. В подальшому цей продукт використовували для виробництва добрив – сечовини (продуктивність 167 тон на добу) та сульфату амонію (другий необхідний для цього компонент – сульфатну кислоту – також виробляли на нампрупському майданчику).
В 1976-му ввели в дію другу чергу, яка мала здатність щорічно випускати 198 тисяч тон аміаку та 330 тисяч тон сечовини. 
Нарешті, в 1987-му стала до ладу третя черга, що могла продукувати 198 тисяч тон аміаку та 385 тисяч тон сечовини на рік. При цьому у її складі була власна електростанція з двома турбінами потужністю по 15 МВт.
З плином часту застарілу першу чергу довелось вивести з експлуатації. Друга черга в 2005-му пройшла відновлення, проте її річна потужність зменшилась до 144 тисяч тон аміаку та 240 тисяч тон сечовини. Втім, навіть ці показники було неможливо досягнути через нестачу природного газу, тому друга черга певний час працювала на 50% потужності. У підсумку після двох значних інцидентів другу чергу довелось зупинити у 2020 році.
Третя черга також пройшла через відновлення зі зменшенням потужності до 167 тисяч тон аміаку та 270 тисяч тон сечовини. При цьому станом на початок 2020-х вона працювала на 80% від номіналу через проблеми із запасними частинами для обладнання.
Необхідний для роботу підприємства газ подають по трубопроводу Дуліаджан – Намруп.
Первісно заводом опікувалась Fertilizer Corporation of India. В подальшому він перейшов до Hindustan fertilizer Corporation Ltd, а після прийняття у 2002-му рішення про її розформування був виділений та підпорядкований Brahmaputra Valley Fertilizer Corporation Limited (BVFCL).